# Diana Liverman

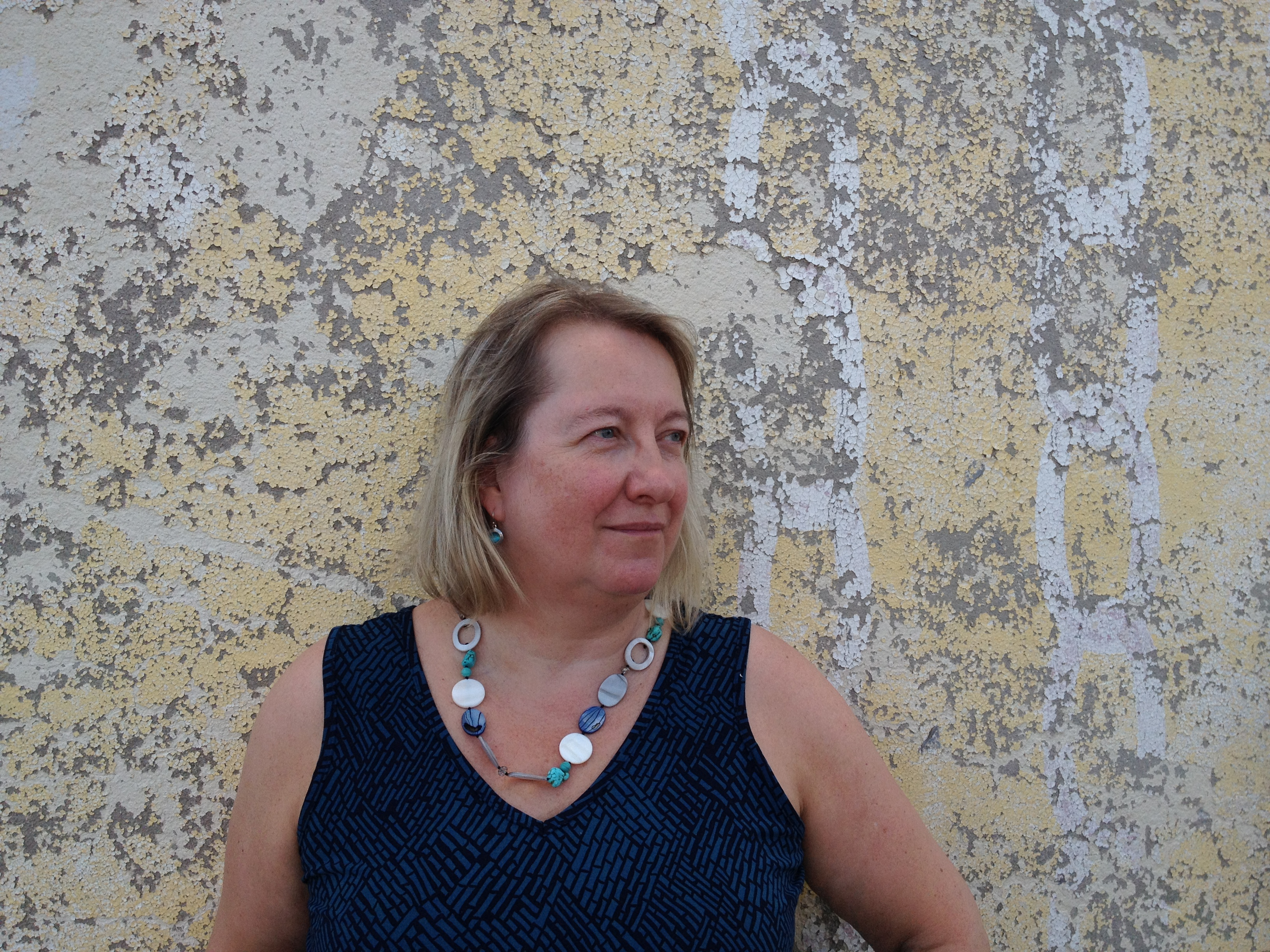
Diana Liverman

Diana Margaret Liverman (* 15. Mai 1954 in Accra, Ghana) ist eine britisch-US-amerikanische Ökologin und Erdsystemwissenschaftlerin. Sie hat maßgeblich zur Erforschung des Erdsystems im Zeitalter des Anthropozäns, insbesondere der Planetary Boundaries, beigetragen und konzentriert sich hierbei auf die menschliche Dimension des Klimawandels. Sie bekleidet eine Professur an der School of Geography and Development der University of Arizona.

## Leben
Liverman wurde in Ghana geboren, wo sich ihre britischen Eltern zum Zeitpunkt ihrer Geburt aufgrund der Arbeiten ihres Vaters aufhielten. Liverman lebt heute in Tucson, Arizona. Sie erhielt 2010 die Founder’s Medal der Royal Geographical Society, 2014 ein Guggenheim-Stipendium und 2017 die Alexander and Ilse Melamid Medal der American Geographical Society. 2020 wurde Liverman in die American Academy of Arts and Sciences und in die National Academy of Sciences gewählt, 2022 in die British Academy. Ihr h-Index lag im Juli 2022 bei 63.

## Wirken
Livermans Arbeit befasst sich mit der menschlichen Dimension globaler Umweltveränderungen, insbesondere den sozialen Ursachen und Folgen des Klimawandels. Zuletzt befasste sie sich mit der Gefahr eines Treibhauses Erde. Sie war als Leitautorin an der Erstellung des 2018 erschienenen Sonderberichtes 1,5 °C globale Erwärmung des Weltklimarates IPCC beteiligt.

## Veröffentlichungen (Auswahl)
- F. Biermann u. a.: Navigating the Anthropocene: improving earth system governance. In: Science. Band 335, Nr. 6074, 2012, S. 1306–1307, doi:10.1126/science.1217255
- Johan Rockström u. a.: A safe operating space for humanity. In: Nature. Band 461, Nr. 7263, 2009, doi:10.1038/461472a
- Johan Rockström u. a.: Planetary boundaries: exploring the safe operating space for humanity. In: Ecology and Society. Band 14, Nr. 2, 2009, JSTOR:26268316
- Will Steffen u. a.: Trajectories of the Earth System in the Anthropocene. In: Proceedings of the National Academy of Sciences. Band 115, Nr. 33, 2018, S. 8252–8259, doi:10.1073/pnas.1810141115